# Cardosas
Cardosas é uma povoação portuguesa sede da Freguesia de Cardosas do Município de Arruda dos Vinhos, freguesia com 6,01 km² de área e 819 habitantes (censo de 2021), tendo, por isso, uma densidade populacional de 136,3 hab./km².

## Demografia
A população registada nos censos foi:
| Distribuição da População por Grupos Etários | Distribuição da População por Grupos Etários | Distribuição da População por Grupos Etários | Distribuição da População por Grupos Etários | Distribuição da População por Grupos Etários |
| -------------------------------------------- | -------------------------------------------- | -------------------------------------------- | -------------------------------------------- | -------------------------------------------- |
| Ano                                          | 0-14 Anos                                    | 15-24 Anos                                   | 25-64 Anos                                   | > 65 Anos                                    |
| 2001                                         | 111                                          | 87                                           | 386                                          | 162                                          |
| 2011                                         | 133                                          | 76                                           | 455                                          | 172                                          |
| 2021                                         | 105                                          | 88                                           | 399                                          | 227                                          |

## Património
- «Igreja de S. Miguel Arcanjo»
- Ponte Romana de Cardosas
- Fonte dos Clérigos
- Fonte Ireira
- Cruzeiro (reconstrução)